# Tuomo Ruutu
Tuomo Iisakki Ruutu (ur. 16 lutego 1983 w Vantaa) – fiński hokeista, reprezentant Finlandii, dwukrotny olimpijczyk.
Jego bracia Jarkko (ur. 1975) i Mikko (ur. 1978) także zostali hokeistami. Jego kuzynem jest fiński koszykarz, Hanno Möttölä.

## Kariera
- HIFK U16 (1997-1998)
- HIFK U18 (1998-2000)
- HIFK U20 (1999-2000)
- HIFK (2000)
- Jokerit U20 (2000)
- Jokerit (2000-2002)
- HIFK (2002-2003)
- Chicago Blackhawks (2003-2004, 2005-2008)
- Carolina Hurricanes (2008-2014)
- New Jersey Devils (2014-2016)
- Vancouver Canucks (2016)
- HC Davos (2016-2017)

Wychowanek klubu EVU. Od 2003 gra w lidze NHL. Od 2008 zawodnik Carolina Hurricanes. W lutym 2012 podpisał nowy, 4-letni kontrakt z klubem. Od marca 2014 zawodnik New Jersey Devils. Od września do października 2016 zawodnik Vancouver Canucks. Od końca października 2016 zawodnik szwajcarskiego HC Davos.
Uczestniczył w turniejach Pucharu Świata 2004, mistrzostw świata w 2006, 2007, 2008, 2011, 2015 oraz zimowych igrzysk olimpijskich 2010, 2014.

## Sukcesy
Reprezentacyjne
- Złoty medal mistrzostw świata juniorów do lat 18: 2000
- Srebrny medal mistrzostw świata juniorów do lat 20: 2001
- Brązowy medal mistrzostw świata juniorów do lat 20: 2002, 2003
- Srebrny medal Pucharu Świata: 2004
- Brązowy medal mistrzostw świata: 2000, 2006, 2008
- Srebrny medal mistrzostw świata: 2007
- Brązowy medal zimowych igrzysk olimpijskich: 2010, 2014
- Złoty medal mistrzostw świata: 2011

Klubowe
- Złoty medal mistrzostw Finlandii: 2002 z Jokeritem

Indywidualne
- SM-liiga 2000/2001:
  - Pierwsze miejsce w klasyfikacji strzelców pierwszoroczniaków: 11 goli
- Hokej na lodzie na Zimowych Igrzyskach Olimpijskich 2014 – turniej mężczyzn:
  - Drugie miejsce w klasyfikacji +/- turnieju: +6